# Chamonixia pachydermis
Champignon pomme de terre
Espèce
Chamonixia pachydermis, en français champignon pomme de terre, est une espèce de champignons gastéroïdes non comestibles, basidiomycètes, d'Australie orientale et de Nouvelle-Zélande. S'il ressemble fort à un scléroderme, le genre Chamonixia fait néanmoins partie de la famille des Boletaceae.

## Nom binominal accepté
Chamonixia pachydermis (Zeller & C.W. Dodge) G.W. Beaton, Pegler & T.W.K. Young 1985

## Description
Le champignon en forme de scléroderme fripé de 2 à 5 cm de diamètre, dépourvu de pied, se développe à la surface du sol, parfois  grégaires en touffe de quelques exemplaires, cespiteux, tubériformes ou piriformes, pouvant ressembler à de petits cailloux. Sa surface est collante et humide, viscidule, de couleur verdâtre où des taches bleu foncé apparaissent avec l'âge, parfois de l'ocre jaune au vert d'iode brillant, ou rouille. Le péridium est blanc ; la gleba est brun chocolat et compacte. La sporée est brune à noir brun. Son odeur est nauséabonde.

## Synonymes
- Hymenogaster pachydermis Zeller & C.W. Dodge 1934[3] (synonyme)
- Hysterangium sclerodermum (Cooke) G.H. Cunn. (synonyme)
- Gautieria novae-zelandiae

## Distribution et habitat
Océanie : Australie orientale et de Nouvelle-Zélande, brûlis, forêt de Nothofagus et les plages avoisinantes.

## Biochimie
Un acide oxalylate tétramique, la pachydermine, dont les produits de dégradation montrent une légère activité antibactérienne contre Bacillus subtilis, a été isolé de Chamonixia pachydermis.